# مرساچ
مرساچ (به صربی: Mrsać) یک منطقهٔ مسکونی در صربستان است که در کرالیفو واقع شده‌است.